# A Coroação de Inês de Castro em 1361
A Coroação de Inês de Castro em 1361 (Le Couronnement d'Inès de Castro en 1361) é uma pintura a óleo  sobre tela de Pierre-Charles Comte que a realizou cerca de 1849 para a sua participação no Salão dos Artistes Franceses de 1849. Foi legado ao Musée des beaux-arts de Lyon em 1885 onde ainda se encontra.
O quadro representa a lendária coroação como rainha consorte de Portugal de Inês de Castro em 1361, seis anos após a sua morte, numa cerimónia que teria sido imposta por D. Pedro após ter subido ao trono.

## Descrição
O quadro representa o episódio mórbido quando um dos grandes do reino beija a mão de Inês de Castro, que está morta e colada ao trono, sob a vigilância do rei D. Pedro de pé envergando uma armadura damasquinada e manto de arminho. Esta cena principal está colocada em segundo plano, de viés e à direita. No primeiro plano, um soldado de armadura armado com uma alabarda sugere a obrigação imposta aos nobres. À esquerda do trono, duas damas estão com vestidos de cores variadas. O fundo é dividido, por um lado, da vincada cor vermelha do dossel por cima do trono e, por outro, um fundo escuro em que se divisam colunas e arcos decorados com afrescos ou mosaicos.
A composição de Pierre-Charles Comte mostra as influências do seu mestre, o pintor Joseph-Nicolas Robert-Fleury, no movimento de certas personagens ou pelo soldado com armadura que faz lembrar o da obra Galilée devant le Saint-Office au Vatican (Galileu perante o Santo Ofício no Vaticano).
Demonstrando talento no domínio de matérias como o metal e a armadura, Comte não se preocupa depois com a exactidão histórica ao figurar uma armadura do século XVI numa reconstituição que se supõe do século XIV.

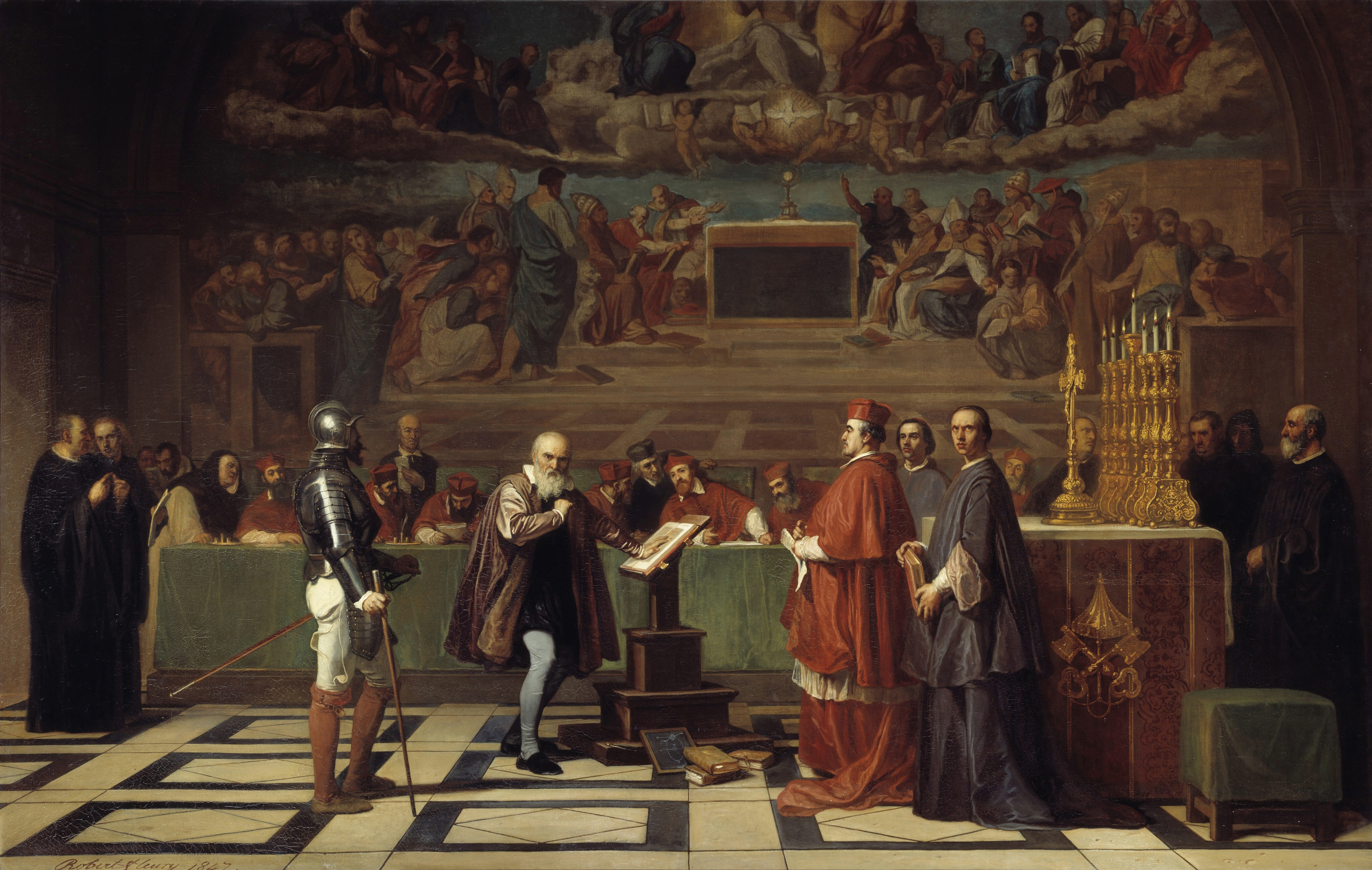
Galilée devant le Saint-Office au Vatican, Robert-Fleury, 1847

## Enquadramento histórico
Inês de Castro era dama de honor de Constança Manuel, a esposa do então príncipe herdeiro e que mais tarde seria Pedro I de Portugal. Mas este apaixona-se por Inês, e tendo ficado viúvo em 1345 recusa-se a casar com a pretendida pelo seu pai e rei e continua a viver com Inês apesar do escândalo provocado por esta ligação. Sob a pressão do seu Conselho, o rei Afonso IV de Portugal, pai de Pedro, acaba por autorizar o assassínio de Inês que ocorre a 7 de janeiro de 1355.
Pedro sucede a seu pai em 1357 e declara que tinha casado secretamente com Inês em 1354, fazendo dela rainha de Portugal e legitimando os seus filhos, conforme relata Fernão Lopes na sua Crónica de D. Pedro:
"E pousando el-rei nesta sazão no lugar de Cantanhede, no mês de Junho, havendo já uns quatro anos que reinava, tendo ordenado de a publicar como mulher, estando ante ele D. João Afonso, conde de Barcelos e seu mordomo-mor (e outros que nomeia)...fez el-rei chamar uma tabelião e, presentes todos, jurou aos Evangelhos por ele corporalmente tangidos que, sendo infante, vivendo ainda el-rei seu pai e estando ele em Bragança, podia haver uns sete anos pouco mais ou menos, não se acordando do dia e mês, que ele recebera por sua mulher lídima por palavas de presente como manda a Santa greja, Dona Inês de Castro, filha que foi de... "
Fernão Lopes que escreveu a Crónica de D. Pedro cerca de um século depois dos acontecimentos históricos não refere ter-se realizado a cerimónia de entronização como rainha de D. Inês. Só mais tarde, talvez no século XVI, surge a lenda de Pedro ter mandado exumar o corpo de Inês, vesti-la com um manto real, sentá-la no trono e, numa cerimónia com toda a pompa, coroá-la como rainha obrigando todos os grandes nobres do reino a beijar a mão dela prestando-lhe vassalagem.

## História da obra
A Coroação de Inês de Castro é uma obra de juventude de Pierre-Charles Comte, realizada para a sua segunda participação num Salão. O tema, medieval e macabro, não era novo na época: havia interessado autores românticos como Victor Hugo, Pierre-Simon Ballanche que tinha escrito uma novela em 1811, Persiani que tinha montado uma peça de teatro em 1839. Vários pintores já se tinham inspirado no destino trágico de Inês de Castro: o conde Auguste de Forbin em 1812, e que depois expôs uma réplica no Salão de 1819, Gillot Saint-Evre em 1827, Eugénie Servières apresenta no Salão de 1824 Inès de Castro se jetant avec ses enfants aux pieds d'Alphonse IV roi de Portugal, e Auguste Marquet pinta uma Inês de Castro antes do seu assassinato em 1839.
Comte apresenta a obra no Salão de Pintura de 1849 mas passa despercebida tendo-a apresentado de novo na Exposição Universal de 1867. O quadro foi apresentado na exposição L'invention du passé. Histoires de cœur et d'épée en Europe, 1802-1850 de 2014, em Lyon (França).

## Galeria de Detalhes

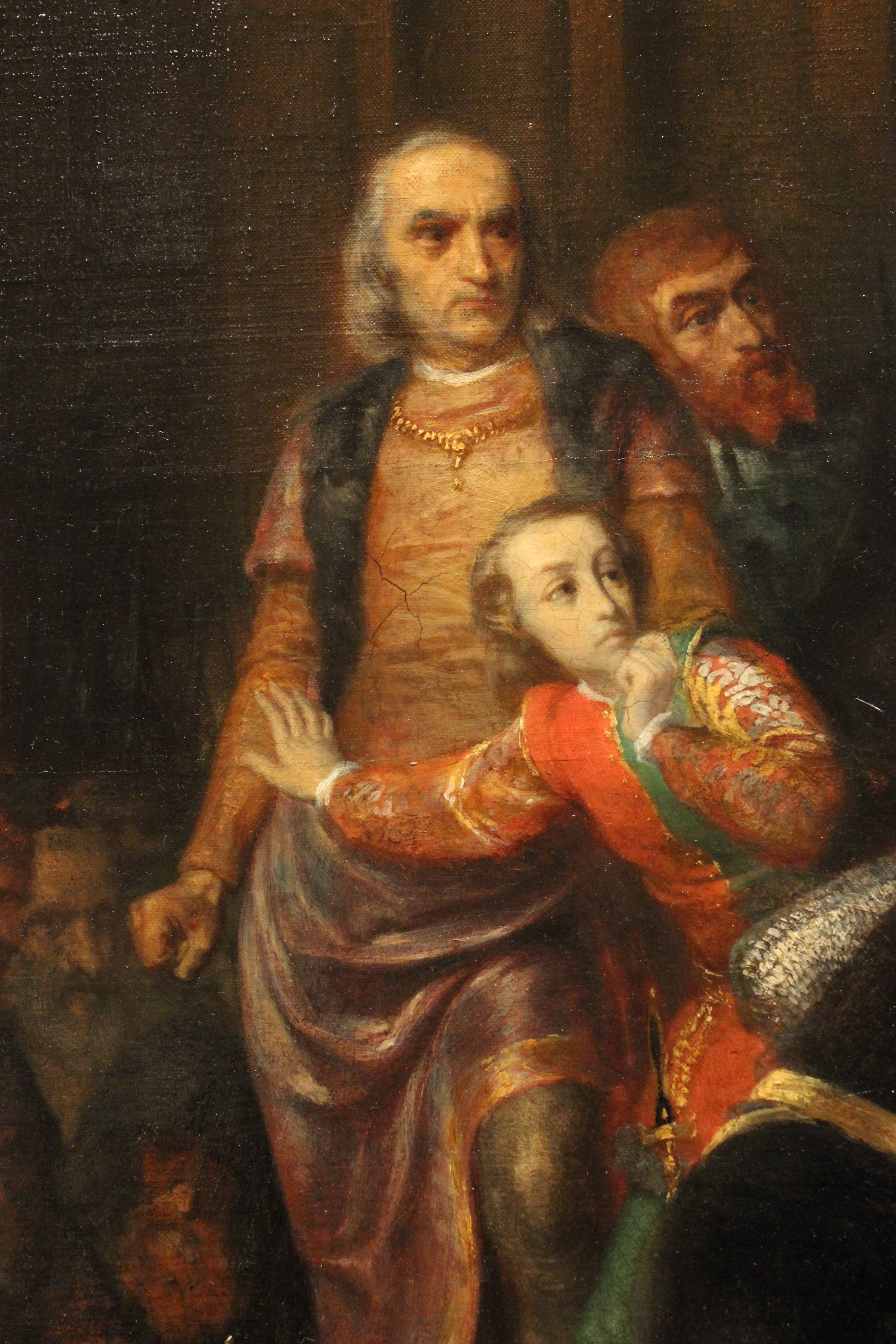
Detalhe
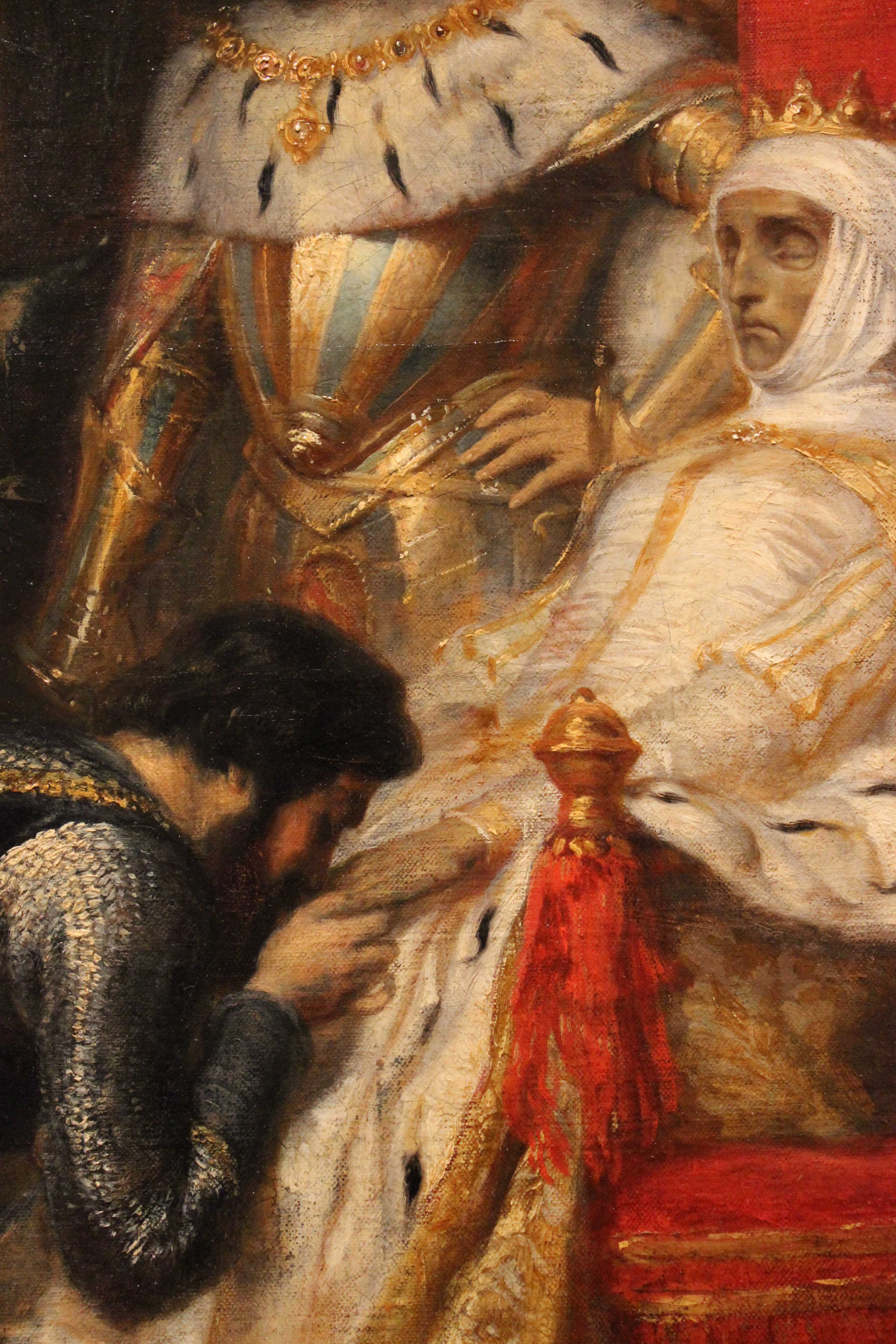
Detalhe
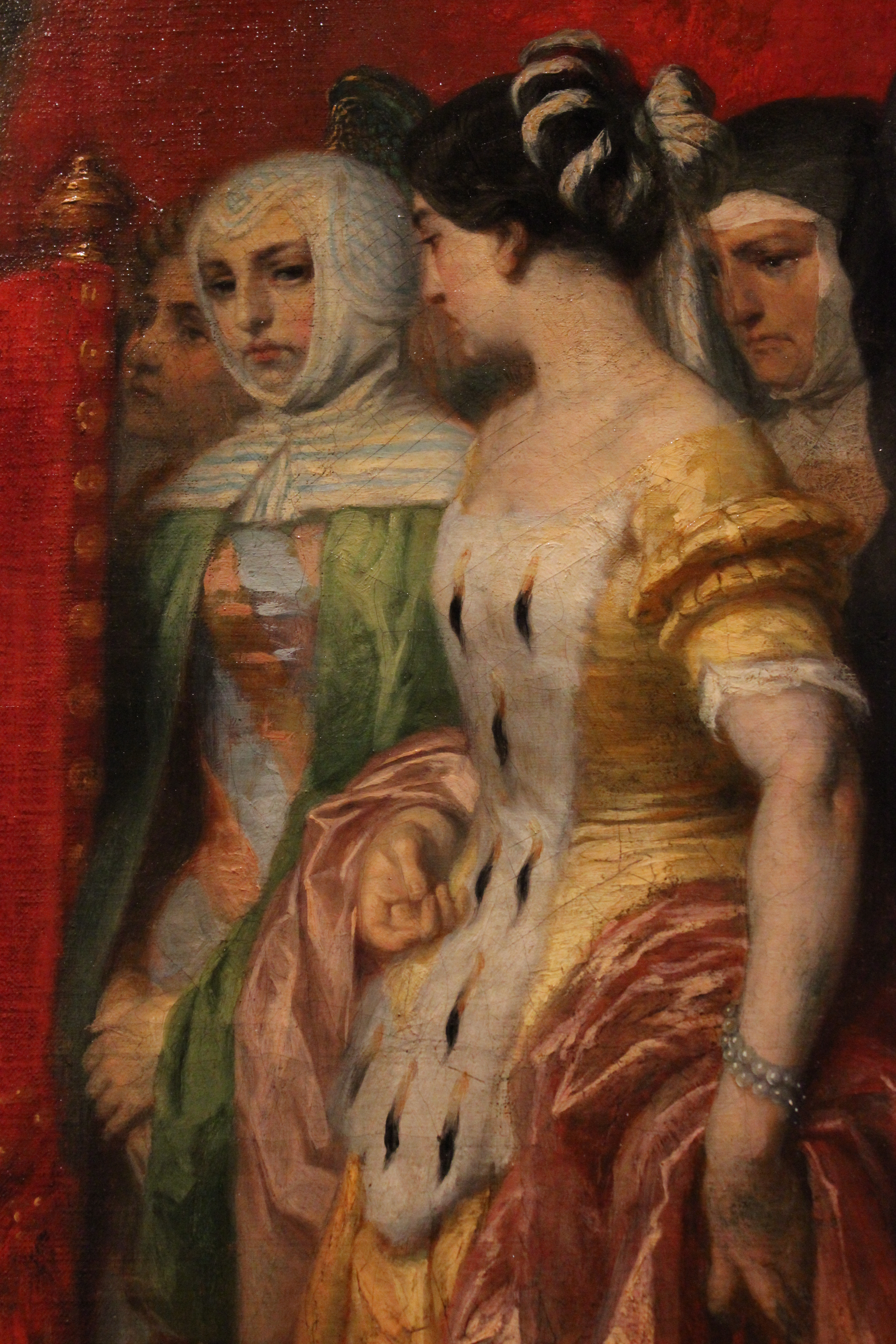
Detalhe

## Nota
- Este artigo foi inicialmente traduzido, total ou parcialmente, do artigo da Wikipédia em francês cujo título é «Le Couronnement d'Inès de Castro en 1361».